# Адміністративний устрій Бердичівського району (1925—2020)
Адміністративний устрій Бердичівського району — адміністративно-територіальний поділ Бердичівського району Житомирської області на 1 селищну об'єднану громаду, 3 сільські об'єднані громади і 7 сільських рад, які об'єднують 62 населені пункти та підпорядковані Бердичівській районній раді. Адміністративний центр — місто Бердичів, яке є містом обласного значення та не входить до складу району.

## Список громад Бердичівського району
| № | Назва                          | Центр         | Населені пункти | Площа км² | Місце за площею | Населення (2001), чол. | Місце за населенням |
| - | ------------------------------ | ------------- | --- | --------- | --------------- | ---------------------- | ------------------- |
| 1 | Гришковецька селищна громада   | смт Гришківці | с. Агатівка с. Гальчин с. Гвіздава смт Гришківці с. Дубова с. Журбинці с. Кукільня с. Никонівка с. Новий Солотвин с. Осикове с. Половецьке с. Рея с. Скаківка с. Старий Солотвин с. Сьомаки с. Хмелище с-ще Хмельове |           |                 |                        |                     |
| 2 | Райгородоцька сільська громада | с. Райгородок | с. Андріяшівка с. Буряки с. Велика П'ятигірка с. Лемеші с. Лісове с. Любомирка с. Маркуші с. Мартинівка с. Мирне с. Обухівка с. Райгородок                                                                           |           |                 |                        |                     |
| 3 | Семенівська сільська громада   | с. Семенівка  | с. Великі Низгірці с. Дубівка с. Закутинці с. Іванківці с. Кикишівка с. Красівка с. Малі Гадомці с. Нова Олександрівка с. Семенівка с. Сингаївка с. Терехове с. Хажин                                                |           |                 |                        |                     |
| 4 | Швайківська сільська громада   | с. Швайківка  | с. Демчин с. Катеринівка с. Мирославка с. Райки с. Слободище с. Швайківка |           |                 |                        |                     |

## Список рад Бердичівського району
| № | Назва                        | Центр         | Населені пункти                                               | Площа км² | Місце за площею | Населення (2001), чол. | Місце за населенням |
| - | ---------------------------- | ------------- | ------------------------------------------------------------- | --------- | --------------- | ---------------------- | ------------------- |
| 1 | Бистрицька сільська рада     | с. Бистрик    | с. Бистрик с. Житинці                                         |           |                 |                        |                     |
| 2 | Гардишівська сільська рада   | с. Гардишівка | с. Гардишівка с. Кустин                                       |           |                 |                        |                     |
| 3 | Малосілківська сільська рада | с. Малосілка  | с-ще Берізки с. Малосілка                                     |           |                 |                        |                     |
| 4 | Озадівська сільська рада     | с. Озадівка   | с. Богданівка с. Костянтинівка с. Лісова Слобідка с. Озадівка |           |                 |                        |                     |
| 5 | Романівська сільська рада    | с. Романівка  | с. Бенедівка с. Романівка                                     |           |                 |                        |                     |
| 6 | Садківська сільська рада     | с. Садки      | с. Великі Гадомці с. Садки                                    |           |                 |                        |                     |
| 7 | Скраглівська сільська рада   | с. Скраглівка | с. Підгородне с. Скраглівка                                   |           |                 |                        |                     |

## Список рад Бердичівського району (до 2016 року)
| №  | Назва                            | Центр                | Населені пункти                                               | Площа км² | Місце за площею | Населення (2001), чол. | Місце за населенням |
| -- | -------------------------------- | -------------------- | ------------------------------------------------------------- | --------- | --------------- | ---------------------- | ------------------- |
| 1  | Гришковецька селищна рада        | смт Гришківці        | смт Гришківці                                                 |           |                 |                        |                     |
| 2  | Андріяшівська сільська рада      | с. Андріяшівка       | с. Андріяшівка                                                |           |                 |                        |                     |
| 3  | Бистрицька сільська рада         | с. Бистрик           | с. Бистрик с. Житинці                                         |           |                 |                        |                     |
| 4  | Буряківська сільська рада        | с. Буряки            | с. Буряки                                                     |           |                 |                        |                     |
| 5  | Великонизгірецька сільська рада  | с. Великі Низгірці   | с. Великі Низгірці с. Нова Олександрівка                      |           |                 |                        |                     |
| 6  | Великоп'ятигірська сільська рада | с. Велика П'ятигірка | с. Велика П'ятигірка с. Любомирка с. Мирне с. Лісове          |           |                 |                        |                     |
| 7  | Гальчинська сільська рада        | с. Гальчин           | с. Гальчин с. Сьомаки                                         |           |                 |                        |                     |
| 8  | Гардишівська сільська рада       | с. Гардишівка        | с. Гардишівка с. Кустин                                       |           |                 |                        |                     |
| 9  | Закутинецька сільська рада       | с. Закутинці         | с. Закутинці с. Малі Гадомці с. Сингаївка                     |           |                 |                        |                     |
| 10 | Іванковецька сільська рада       | с. Іванківці         | с. Іванківці с. Семенівка                                     |           |                 |                        |                     |
| 11 | Красівська сільська рада         | с. Красівка          | с. Красівка с. Дубівка                                        |           |                 |                        |                     |
| 12 | Малосілківська сільська рада     | с. Малосілка         | с. Малосілка с-ще Берізки                                     |           |                 |                        |                     |
| 13 | Маркушівська сільська рада       | с. Маркуші           | с. Маркуші с. Обухівка                                        |           |                 |                        |                     |
| 14 | Мирославська сільська рада       | с. Мирославка        | с. Мирославка с. Демчин                                       |           |                 |                        |                     |
| 15 | Никонівська сільська рада        | с. Никонівка         | с. Никонівка с. Кукільня                                      |           |                 |                        |                     |
| 16 | Озадівська сільська рада         | с. Озадівка          | с. Озадівка с. Богданівка с. Костянтинівка с. Лісова Слобідка |           |                 |                        |                     |
| 17 | Осиківська сільська рада         | с. Осикове           | с. Осикове с. Агатівка с. Дубова                              |           |                 |                        |                     |
| 18 | Половецька сільська рада         | с. Половецьке        | с. Половецьке с-ще Хмельове                                   |           |                 |                        |                     |
| 19 | Радянська сільська рада          | с. Радянське         | с. Радянське с. Бенедівка                                     |           |                 |                        |                     |
| 20 | Райгородоцька сільська рада      | с. Райгородок        | с. Райгородок с. Лемеші с. Мартинівка                         |           |                 |                        |                     |
| 21 | Райківська сільська рада         | с. Райки             | с. Райки                                                      |           |                 |                        |                     |
| 22 | Рейська сільська рада            | с. Рея               | с. Рея с. Гвіздава                                            |           |                 |                        |                     |
| 23 | Садківська сільська рада         | с. Садки             | с. Садки с. Великі Гадомці                                    |           |                 |                        |                     |
| 24 | Скаківська сільська рада         | с. Скаківка          | с. Скаківка с. Журбинці с. Хмелище                            |           |                 |                        |                     |
| 25 | Скраглівська сільська рада       | с. Скраглівка        | с. Скраглівка с. Підгородне                                   |           |                 |                        |                     |
| 26 | Слободищенська сільська рада     | с. Слободище         | с. Слободище                                                  |           |                 |                        |                     |
| 27 | Старосолотвинська сільська рада  | с. Старий Солотвин   | с. Старий Солотвин с. Новий Солотвин                          |           |                 |                        |                     |
| 28 | Терехівська сільська рада        | с. Терехове          | с. Терехове с. Кикишівка                                      |           |                 |                        |                     |
| 29 | Хажинська сільська рада          | с. Хажин             | с. Хажин                                                      |           |                 |                        |                     |
| 30 | Швайківська сільська рада        | с. Швайківка         | с. Швайківка с. Катеринівка                                   |           |                 |                        |                     |

* Примітки: м. — місто, смт — селище міського типу, с. — село, с-ще — селище

## Колишні населені пункти
- Ріг
- Червоне

## Історія
Район утворено 7 березня 1923 року в складі Бердичівської округи Київської губернії з Бистрицької, Велико-П'ятигірської, Гришковецької, Дмитрівської, Жидовецької, Кустинської, Маркушівської, Мало-Радзивілівської, Обухівської, Поличинецької, Скраглівської, Терехівської, Хажинської сільських рад Бистрицької волості та Безименської, Бродецької, Вовчинецької, Вуйнівської, Глуховецької, Жежелівської, Куманівської, Листопадівської, Марківецької, Махнівської, Молотківської, Осичанської, Юровецької сільських рад Махнівської волості Бердичівського повіту. 27 березня 1925 року районний центр перенесено до села Махнівки, відповідно район перейменовано на Махнівський.
17 червня 1925 року утворено новий район з центром у м. Бердичів, до складу котрого увійшли Бистрицька, Велико-П'ятигірська, Гришковецька, Дмитрівська, Жидовецька, Мало-Радзивілівська, Маркушівська, Обухівська, Поличинецька, Скраглівська, Терехівська, Фридрівська, Хажинська сільські ради Махнівського району, Білопільська, Велико-Гадомецька, Велико-Низгурецька, Гуровецька, Іванковецька, Кашперівська, Красівська, Пузирецька, Садківська, Семенівська сільські ради Білопільського району. Передані зі складу Житомирської округи: Велико-Мошковецька, Гальчинецька, Журбинецька, Ляховецька, Мало-Мошковецька, Никонівська, Половецька, Реївська, Скаківська, Солотвинська, Червонинська сільські ради Коднянського району, Слободищенська, Швайківська сільські ради Троянівського району, Голодьківська, Мало-Татаринівська, Райківська сільські ради Янушпільського району.
14 листопада 1925 року в складі району утворено Кикишівську, з центром у с. Кикишівка, та Фридрівську сільські ради. 17 грудня 1925 року в складі району утворено Держанівську (з центром у с. Держанівка) та Кукільнянську (з центром у с. Кукільня), в 1926-27 роках — Гвоздавську (з центром у с. Гвіздава), Домбалівську, Закутинецьку (з центром у с. Закутинці), Кустинську (з центром у с. Кустин), Осиківську (з центром у с. Осикове), Татарсько-Селищну (з центром у с. Татарське Селище) та Чехівську (з центром у с. Чехи) сільські ради.
2 вересня 1930 року район було ліквідовано, 36 сільських рад передано до складу новоствореної Бердичівської міської ради, 4 — до складу Махнівського та 9 — Козятинського районів.
28 червня 1939 року з сільської зони Бердичівської міської ради утворено Бердичівський сільський район, з центром у м. Бердичів, у складі Бистрицької, Велико-Гадомецької, Велико-Низгурецької, Велико-П'ятигірської, Гальчинецької, Гришковецької, Голодьківської, Демчинської, Дмитрівської, Жидовецької, Журбинецької, Іванковецької, Катеринівської, Кикишівської, Красівської, Кукільнянської, Кустинської, Маркушівської, Мало-Радзивілівської, Никонівської, Обухівської, Осиківської, Половецької, Райківської, Рейської, Садківської, Семенівської, Сингаївської, Скаківської, Скраглівської, Слободищенської, Солотвинської, Терехівської, Хажинської, Чехівської та Швайківської сільських рад.
В 1941-44 роках територія району входила до гебітскомісаріату Бердичів Генеральної округи Житомир, додатково було утворено Агатівську, Бенедівську, Житинецьку, Малонизгурецьку, Новоолександрівську та Сьомаківську сільські управи.
13 червня 1950 року до складу району передано Закутинецьку сільську раду з Козятинського району. 11 серпня 1954 року ліквідовано Велико-Гадомецьку, Гвоздавську, Демчинську, Дубівську (Чехівську), Журбинецьку, Кикишківську, Кукільнянську, Кустинську, Обухівську, Осиківську, Підгородненську (Мало-Радзивілівську), Радянську (Жидовецьку), Семенівську та Сингаївську сільські ради. 20 березня 1959 року зі складу Чуднівського району передано Райгородоцьку, Лемешівську, Лісово-Слобідську та Буряківську сільські ради.
30 грудня 1962 року до складу району увійшов Чуднівський район, Червоненська селищна, Антопільська, Глиновецька, Городківська, Каменівська, Крилівська, Маломошковецька, Нехврощанська сільські ради Андрушівського району та Глибочанська, Руднє-Городищенська сільські ради Житомирського району. 4 січня 1965 року приєднані раніше сільські ради Андрушівського та Житомирського районів було повернуто до складу цих відновлених районів, 8 грудня 1966 року відновлено Чуднівський район з поверненням до його складу сільрад Бердичівського району.
До початку адміністративно-територіальної реформи в Україні (станом на початок 2015 року) до складу району входили 1 селищна та 29 сільських рад.
7 вересня 2016 року в складі району утворено Семенівську сільську територіальну громаду з центром у с. Семенівка, через що 30 грудня 2016 року ліквідовано Великонизгірецьку, Закутинецьку, Іванковецьку, Красівську, Терехівську та Хажинську сільські ради.
17 травня 2018 року в складі району утворено Гришковецьку селищну територіальну громаду з центром у смт Гришківці, в зв'язку з цим 3 січня 2019 року ліквідовано Гришковецьку селищну та Гальчинську, Никонівську, Половецьку, Рейську, Скаківську, Старосолотвинську сільські ради.
13 серпня 2018 року в складі району утворено Швайківську сільську територіальну громаду з центром у с. Швайківка, через що ліквідовано Мирославську, Райківську, Слободищенську та Швайківську сільські ради.
20 серпня 2018 року в складі району утворено Райгородоцьку сільську територіальну громаду з центром у с. Райгородок, в зв'язку з чим ліквідовано Андріяшівську, Буряківську, Великоп'ятигірську, Маркушівську та Райгородоцьку сільські ради.
На час ліквідації району, відповідно до Постанови Верховної Ради України від 17 липня 2020 року, до його складу входили 1 селищна, 3 сільських територіальні громади та 7 сільських рад.